# Озеро Верхнее (национальный морской заповедник)
Озеро Верхнее (англ. Lake Superior National Marine Conservation Area) — национальный морской заповедник, расположенный на территории провинции Онтарио (Канада).
Основан 25 октября 2007 года. Площадь — 10 000 км². Расположен в 140 км от города Тандер-Бей (Онтарио).

## История
Первые предложения о необходимости охранять данную область были сделаны в середине 1990-х; официальные планы были впервые объявлены в 2002 году. Проведенный опрос мнения местного населения показал, что 67 % анкетируемых ответчиков поддержали создание национального морского парка, а 13 % выступили против любого морского парка. 25 октября 2007 года канадский премьер-министр Стивен Харпер объявил о создании национального морского парка на пресс-конференции в Nipigon.
Парк стал первым в Канаде, обозначенным как «National Marine Conservation Area», согласно закону Marine Conservation Areas Act. Это крупнейшая пресноводная охраняемая заповедная зона в мире. Парк расположен рядом с парком Isle Royale National Park, рекой Нипигон, озером Нипигон и парком Wabakimi Provincial Park.
Встречаются предпочитающие холодные воды судаки, сельди и другие рыбы, цапли, сапсан, белоголовый орлан. Северные олени кормятся на побережье. В озере Верхнее отмечено около 70 видов рыб.